# Grit Haid
Grit Haid (Vienna, 14 marzo 1900 – Schwarzwald, 13 agosto 1938) è stata un'attrice austriaca.

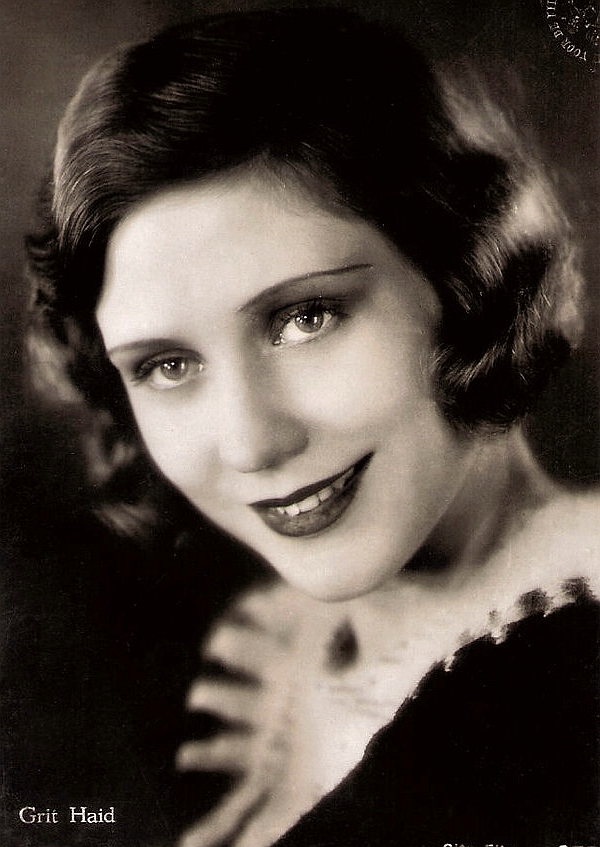
Grit Haid nel 1924

È la sorella minore dell'attrice Liane Haid (1895-2000). Morì in un incidente aereo nel 1938.

## Filmografia parziale
- Fürst Seppl, regia di Carl Froelich (1915)
- La maschera dall'occhio di vetro (Rinaldo Rinaldini), regia di Max Obal (1927)
- L'uomo senza testa (Der Mann ohne Kopf), regia di Nunzio Malasomma (1927)
- Der alte Fritz - 1. Friede, regia di Gerhard Lamprecht (1928)